# Visio Thurkilli
Die Visio Thurkilli (lateinisch für Vision des Thurkill) beschreibt eine im Jahr 1206 erlebte Jenseitsreise des Bauern Thurkill aus dem englischen Dorf Stisted.
Sie ist ebenso wie andere berühmte Visionen, beispielsweise jene des Tnugdal oder des Gottschalk, den Jenseitsreisen zuzuordnen und gilt als Musterbeispiel einer Reise, die das Purgatorium zum Ziel hat. Der Redaktor der Vision konnte bis heute nicht zweifelsfrei ermittelt werden. Aufgrund verschiedener Angaben zu regional verehrten Heiligen und der umfassenden Kenntnis der lateinischen Grammatik ist jedoch anzunehmen, dass er entweder ein hoher Kleriker des Ordens von St. Osyth oder ein Angehöriger des Zisterzienserklosters Coggeshall war.

## Inhalt
Die Vision beginnt mit einigen Informationen zu den Begleitumständen der Schau. So ist der Bauer Thurkill, „der ein schlichter Mann und die Arbeit auf dem Feld gewöhnt war“, bei der Feldarbeit, als ihn ein fremder Reiter aufsucht und ihm eine baldige Vision vorhersagt. Es stellt sich heraus, dass es sich bei dem Reiter um den heiligen Julianus handelt, der im Jenseits der Führer und Beschützer des Thurkill werden wird. In der folgenden Nacht erscheint Julianus erneut und trennt die Seele Thurkills von dessen Körper, der in Starre zurückbleibt, jedoch weiteratmet. Während dieser Ekstase, die zwei Tage andauert, erregt der leblose Körper Aufmerksamkeit, sodass von Geistlichen Wiederbelebungsversuche unternommen werden, von denen das Einträufeln von Weihwasser tatsächlich den Körper Thurkills aus seiner Starre befreien kann. Bei der folgenden Messe erzählt Thurkill zunächst nichts von seinen Erlebnissen im Jenseits, was sich erst durch die Intervention des Julianus ändert. Thurkill schildert daraufhin, dass er während der Ekstase zusammen mit dem heiligen Julianus ins Jenseits aufgebrochen sei. So beginnt seine Reise „am Mittelpunkt der Erde“ bei einer großen Basilika, in der die kürzlich Verstorbenen auf ihr Gericht warten. Durch eine List gelingt es Thurkill und seinem Begleiter, weiter in das Fegefeuer und die Hölle zu reisen, in der verschiedene Sünder gerade damit gepeinigt werden, ihre begangenen Sünden in einem Theaterspiel erneut zu begehen. Nachdem es Thurkill gelingt, verschiedene Heilige zu treffen, stößt er bei seiner Reise durch das Jenseits auf seinen Vater, der wegen nicht gesühnten Betrugs ebenfalls eine Strafe erleiden muss. Allerdings gewinnt Thurkill die Erkenntnis, dass er diese Strafe durch zehn Messen zur Rettung seines Vaters verhindern könne. Bald darauf wird Thurkill durch den Wiederbelebungsversuch der Kleriker ins Leben zurückgeholt und berichtet den Kirchenmitgliedern von den Strafen, die sie für bestimmte Vergehen erwarten und fordert zur Umkehr zu einem gottesfürchtigen Leben auf.

## Ausgaben
- Visio Thurkilli relatore, ut videtur, Radulpho de Coggeshall. Rec. Paul Gerhard Schmidt. Leipzig: Teubner 1978 (Bibliotheca scriptorum Graecorum et Romanorum Teubneriana)
- Die Vision des Bauern Thurkill = Visio Thurkilli mit dt. Übers. hrsg. von Paul Gerhard Schmidt.  Leipzig: Teubner 1987; Lizenzausgabe: Weinheim: Acta Humaniora 1987, ISBN 3-527-17590-3